# Anne-Marie Bloch
Anne-Marie Bloch (28 de noviembre de 1951) es una deportista francesa que compitió en tiro con arco, en la modalidad de arco compuesto. Ganó una medalla de oro en el Campeonato Mundial de Tiro con Arco al Aire Libre de 2005 y una medalla de bronce en el Campeonato Mundial de Tiro con Arco en Sala de 2005.

## Palmarés internacional
| Campeonato Mundial al Aire Libre | Campeonato Mundial al Aire Libre | Campeonato Mundial al Aire Libre | Campeonato Mundial al Aire Libre |
| Año                              | Lugar                            | Medalla                          | Prueba                           |
| -------------------------------- | -------------------------------- | -------------------------------- | -------------------------------- |
| 2005                             | Madrid (España)                  | Medalla de oro                   | Equipo                           |
| Campeonato Mundial en Sala       |                                  |                                  |                                  |
| Año                              | Lugar                            | Medalla                          | Prueba                           |
| 2005                             | Aalborg (Dinamarca)              | Medalla de bronce                | Equipo                           |